# ビジャ・リアチュエーロ
ビジャ・リアチュエーロ(Villa Riachuelo)は、アルゼンチンの首都ブエノスアイレス自治市の最南端部にある地区（バリオ）である。コムーナ8に属しており、人口は14,960人である。

オスカル・ガルベス・サーキット

1961年から1999年まで、オスカル・ガルベス・サーキットではロードレース世界選手権の一戦としてアルゼンチンGPを断続的に開催していた。